# Abháziai labdarúgó-válogatott
Az Abháziai labdarúgó-válogatott Abházia válogatottja, melyet a Abházia Labdarúgó Szövetsége irányít. A válogatott jelenleg tagja a conIFA-nak.

## Eredmények

### ConIFA labdarúgó-világbajnokság
| Év        | Helyezés                              | M                                     | Gy                                    | D                                     | V                                     | RG                                    | KG                                    |
| --------- | ------------------------------------- | ------------------------------------- | ------------------------------------- | ------------------------------------- | ------------------------------------- | ------------------------------------- | ------------------------------------- |
| 2014      | 8. hely                               | 5                                     | 1                                     | 3                                     | 1                                     | 6                                     | 6                                     |
| 2016      | Világbajnok                           | 5                                     | 4                                     | 1                                     | 0                                     | 15                                    | 1                                     |
| 2018      | 9. hely                               | 6                                     | 4                                     | 1                                     | 1                                     | 15                                    | 4                                     |
| 2020      | Törölték a koronavírus-járvány miatt. | Törölték a koronavírus-járvány miatt. | Törölték a koronavírus-járvány miatt. | Törölték a koronavírus-járvány miatt. | Törölték a koronavírus-járvány miatt. | Törölték a koronavírus-járvány miatt. | Törölték a koronavírus-járvány miatt. |
| 2022      |                                       |                                       |                                       |                                       |                                       |                                       |                                       |
| Összesen: | Világbajnok                           | 16                                    | 9                                     | 5                                     | 2                                     | 36                                    | 11                                    |

### ConIFA labdarúgó-Európa-bajnokság
| Év        | Helyezés                  | M                         | Gy                        | D                         | V                         | RG                        | KG                        |               |
| --------- | ------------------------- | ------------------------- | ------------------------- | ------------------------- | ------------------------- | ------------------------- | ------------------------- | ------------- |
| 2015      | Nem jutott be             | Nem jutott be             | Nem jutott be             | Nem jutott be             | Nem jutott be             | Nem jutott be             | Nem jutott be             | Nem jutott be |
| 2017      | 4. hely                   | 5                         | 1                         | 3                         | 1                         | 5                         | 6                         |               |
| 2019      | 3. hely                   | 5                         | 2                         | 3                         | 0                         | 6                         | 3                         |               |
| 2021      | Nem került megrendezésre. | Nem került megrendezésre. | Nem került megrendezésre. | Nem került megrendezésre. | Nem került megrendezésre. | Nem került megrendezésre. | Nem került megrendezésre. |               |
| Összesen: | -                         | 13                        | 2                         | 2                         | 9                         | 19                        | 33                        |               |

### Játékoskeret
| Szám | Poszt | Név             | Születési dátum / Kor          | Válogatottság | Gólok | Klub                   |
| ---- | ----- | --------------- | ------------------------------ | ------------- | ----- | ---------------------- |
| 23   | K     | Inal Katsuba    | 1995. szeptember 21. (29 éves) | 8             | 0     | Nart Sukhum            |
| 1    | K     | Ilia Sherba     | 1987. augusztus 25. (37 éves)  | 0             | 0     | Gagra                  |
| 99   | V     | Lev Tarba       | 1999. december 2. (25 éves)    | 0             | 0     | Nart Sukhum            |
| 2    | V     | Georgi Zhanaa   | 1995. január 28. (30 éves)     | 15            | 0     | Nart Sukhum            |
| 97   | V     | Lev Baburin     | 1997. július 11. (27 éves)     | 0             | 0     | Baltica-M              |
| 3    | V     | Astamur Tsishba | 1988. február 23. (37 éves)    | 13            | 1     | Gagra                  |
| 76   | KP    | Timur Agrba     | 1999. december 1. (25 éves)    | 0             | 0     | Nart Sukhum            |
| 65   | KP    | Giga Benidze    | 1998. szeptember 18. (26 éves) | 0             | 0     | Dinamo Sukhumi         |
| 15   | KP    | Tarash Khagba   | 1991. január 14. (34 éves)     | 18            | 3     | Dinamo Sukhumi         |
| 17   | KP    | Daur Chanba     | 2000. július 7. (24 éves)      | 0             | 0     | OFK Bačka              |
| 6    | KP    | Viktor Pimpiia  | 1998. december 15. (26 éves)   | 4             | 1     | Ritsa                  |
| 7    | KP    | Akaki Zvanba    | 1992. október 28. (32 éves)    | 1             | 0     | New Athos              |
| 8    | KP    | Alan Khugaev    | 1991. augusztus 31. (33 éves)  | 13            | 0     | FC Spartak Vladikavkaz |
| 11   | KP    | Danil Chirikba  | 1998. május 12. (26 éves)      | 0             | 0     | New Athos              |
| 12   | KP    | Shabat Logua    | 1995. március 25. (29 éves)    | 18            | 3     | OFK Bačka              |
| 18   | KP    | Gudisa Smyr     | 2000. március 6. (25 éves)     | 0             | 0     | FC Druzhba Maykop      |
| 20   | KP    | Roman Zikrach   | 1998. január 18. (27 éves)     | 0             | 0     | FC Kairat              |
| 21   | CS    | Dmitri Maskayev | 1987. december 17. (37 éves)   | 4             | 1     | FC Torpedo Moscow      |
| 22   | CS    | Ramin Bartsits  | 1990. január 26. (35 éves)     | 0             | 0     | Gagra                  |
| 9    | CS    | Danilo Ardzinba | 1999. május 27. (25 éves)      | 0             | 0     | FC Strogino Moscow     |